# Jutte de Saxe
Jutte de Saxe (en danois : Jutta af Sachsen), née vers 1223 et morte avant le 2 février 1267, est un princesse de la maison d'Ascanie, fille du duc Albert Ier de Saxe. Elle fut reine concort de Danemark de 1241 à 1250, par son mariage avec le roi Éric IV.

## Biographie
Jutte ou Jutta est la fille d'Albert Ier (mort en 1260), duc de Saxe depuis 1212, et de sa première épouse Agnès (1206–1226), elle-même file du duc Léopold VI d'Autriche. 
Elle épouse en 1239 le prince Éric IV de Danemark, à ce temps co-régent aux côtés de son père le roi Valdemar II. Six enfants sont nés de cette union :
- Christophe, mort vers 1250 ;
- Knud, mort vers 1250 ;
- Sophie, morte en 1286, épouse en 1260 le roi Valdemar Ier de Suède ;
- Ingeburge ou Ingebjorg, née en 1244 et morte le 24 mars 1287, épouse le 11 septembre 1261 le roi Magnus VI de Norvège ;
- Jutta (1246-1284), religieuse au couvent Saint-Agnès de Roskilde en 1263, quitte son couvent en 1271 et se retire en Suède auprès de sa sœur Sofia. Elle devient la maîtresse de son beau-frère ;
- Agnès (1249-1290), abbesse de Saint-Agnès de Roskilde qu'elle fonde en 1263, quitte le couvent en 1271.